# سونگ یونگ گیل
سونگ یونگ گیل (کره‌ای: 송영길؛ زادهٔ ۲۱ مارس ۱۹۶۳) سیاستمدار اهل کره جنوبی است که از ۲ مهٔ ۲۰۲۱ تا ۱۰ مارس ۲۰۲۲ به عنوان رهبر حزب دموکراتیک با گرایش لیبرال میانه‌رو فعالیت می‌کرد. او نماینده مجلس ملی کره جنوبی و رئیس کمیته روابط خارجی و وحدت در بیست و یکمین دوره مجلس ملی نیز بوده است. سونگ در طول فعالیت سیاسی خود مسئولیت‌های متعددی بر عهده داشته است؛ از جمله ریاست کمیته ویژه حزب دموکراتیک در امور صلح و همکاری در شمال شرق آسیا و ریاست کمیته ریاست‌جمهوری در امور همکاری‌های اقتصادی شمالی. او پیش‌تر از سال ۲۰۱۰ تا ۲۰۱۴ شهردار اینچئون بود. پیش از تصدی سمت شهرداری، به عنوان فعال دانشجویی در جنبش دموکراتیک فعالیت داشت و سه دوره نماینده مجلس ملی کره جنوبی بود.